# Theodor Storm
Theodor Storm (Husum, 14. rujna 1817. – Hademarschen, 4. srpnja 1888.), njemački književnik
Za vrijeme studija prava u Kielu sprijateljio se s braćom Tychom i Theodorom Mommsen s kojima objavljuje svoje prve pjesme: "Pjesmarica trojice prijatelja". Njegove lirske i prozne radove odlikuje neposredan izraz, nostalgičnost i naglašena emocionalnost. Izbjegavajući refleksivnu poeziju, on u turobnim ugođajima i slutnji vidi srž lirike. Pjesme i novele s temama iz života prirode ili grada prožima centralni motiv, u početku u elegičnom, a kasnije u tragičnom tonu.
Značajnija djela:
- "Immensee",
- "Pjesme",
- "Aquis submersus" (Utopljenik),
- "Jahač na bjelcu".